# Félörvös légykapó
A félörvös légykapó (Ficedula semitorquata) a madarak osztályának verébalakúak (Passeriformes) rendjéhez és a  légykapófélék (Muscicapidae) családjához tartozó faj.

## Rendszerezése
A fajt Alexander von Homeyer német katona és ornitológus írta le 1885-ben, a Muscicapa nembe Muscicapa semitorquata néven.

## Előfordulása
Költési területébe beletartozik Európa délkeleti része és Ázsia délkeleti része egészen Északnyugat-Iránig. Telelni Afrika középső és keleti részére vonul.
Természetes élőhelyei a mérsékelt övi erdők, szubtrópusi vagy trópusi mérsékelt övi erdők, száraz erdők, szavannák és mediterrán cserjések, valamint vidéki kertek.

## Megjelenése
Testhossza 13 centiméter.
|  |  |

## Természetvédelmi helyzete
Az elterjedési területe rendkívül nagy, egyedszáma még nagy, de csökken. A Természetvédelmi Világszövetség Vörös listáján nem fenyegetett fajként szerepel.